# Stronger (Film)
Stronger ist eine US-amerikanische Filmbiografie von David Gordon Green über das Leben von Jeff Bauman nach dem Verlust beider Beine beim Bombenangriff auf den Boston-Marathon im Jahr 2013. Der Film feierte im September 2017 im Rahmen des Toronto International Film Festivals seine Premiere und kam am 19. April 2018 in die deutschen Kinos.

## Handlung
Jeff Bauman, ein Durchschnittstyp aus der amerikanischen Arbeiterklasse, wohnt bei seiner alkoholkranken Mutter Patty, die ihre Zeit am liebsten mit ihren ebenso trinkfreudigen Freundinnen in einer Kneipe verbringt. Seine ganze Aufmerksamkeit gilt jedoch seiner Exfreundin Erin Hurley, von der er sich vor kurzem bereits zum dritten Mal trennte und deren Zuneigung er zurückgewinnen will. Erin ist Läuferin und bereitet sich gerade auf den Boston Marathon vor. Als der Tag gekommen ist und Jeff liebevoll ein Banner gefertigt hat und sie bei diesem Wettbewerb an der Ziellinie anfeuern will, wird er von einem jungen Mann mit einer Sonnenbrille fast umgerannt, und kurz danach explodiert eine Bombe. Erin hört den Knall noch eine Meile weit von der Ziellinie entfernt, beendet ihren Lauf und starrt auf die Rauchwolken, die in den Himmel steigen.
Jeff erwacht im Krankenhaus und muss von den Ärzten erfahren, dass es sich bei der Bombenexplosion um einen Anschlag handelte und man ihm beide Beine oberhalb der Knie amputieren musste. Er kann dem FBI eine genaue Beschreibung des Mannes geben, der ihn fast umgerannt hätte und den die Behörde später als den Terroristen Tamerlan Tsarnaev identifiziert. Jeff stehen monatelange schmerzhafte Rehabilitationsmaßnahmen bevor, bei denen er das Laufen mit Beinprothesen erlernen muss, und er weiß nicht, ob diese Zeit ihn wieder mit seiner Exfreundin zusammenbringen oder die Beziehung zerreißen wird.
Als er wieder nach Hause darf, ist alles, was Jeff will, mit Erins Hilfe in Ruhe zu duschen, doch zu viele Menschen sind in der Wohnung, die die Situation nur verkomplizieren. Wenn Jeff auf der Straße unterwegs ist, folgen ihm Fotografen und Kameraleute auf Schritt und Tritt, als sei er ein Star. Unfreiwillig ist er ein Symbol des Widerstandes gegen den Terrorismus geworden, dem „Boston Strong“. Seine Mutter ist unglaublich stolz auf ihren berühmten Sohn und kann nicht genug davon bekommen, als dessen Sprecher im Rampenlicht zu stehen. Jeff hingegen freut sich mehr über sein unerwartetes privates Glück, denn Erin hat ihm erzählt, dass sie schwanger ist.

## Historischer und biografischer Hintergrund

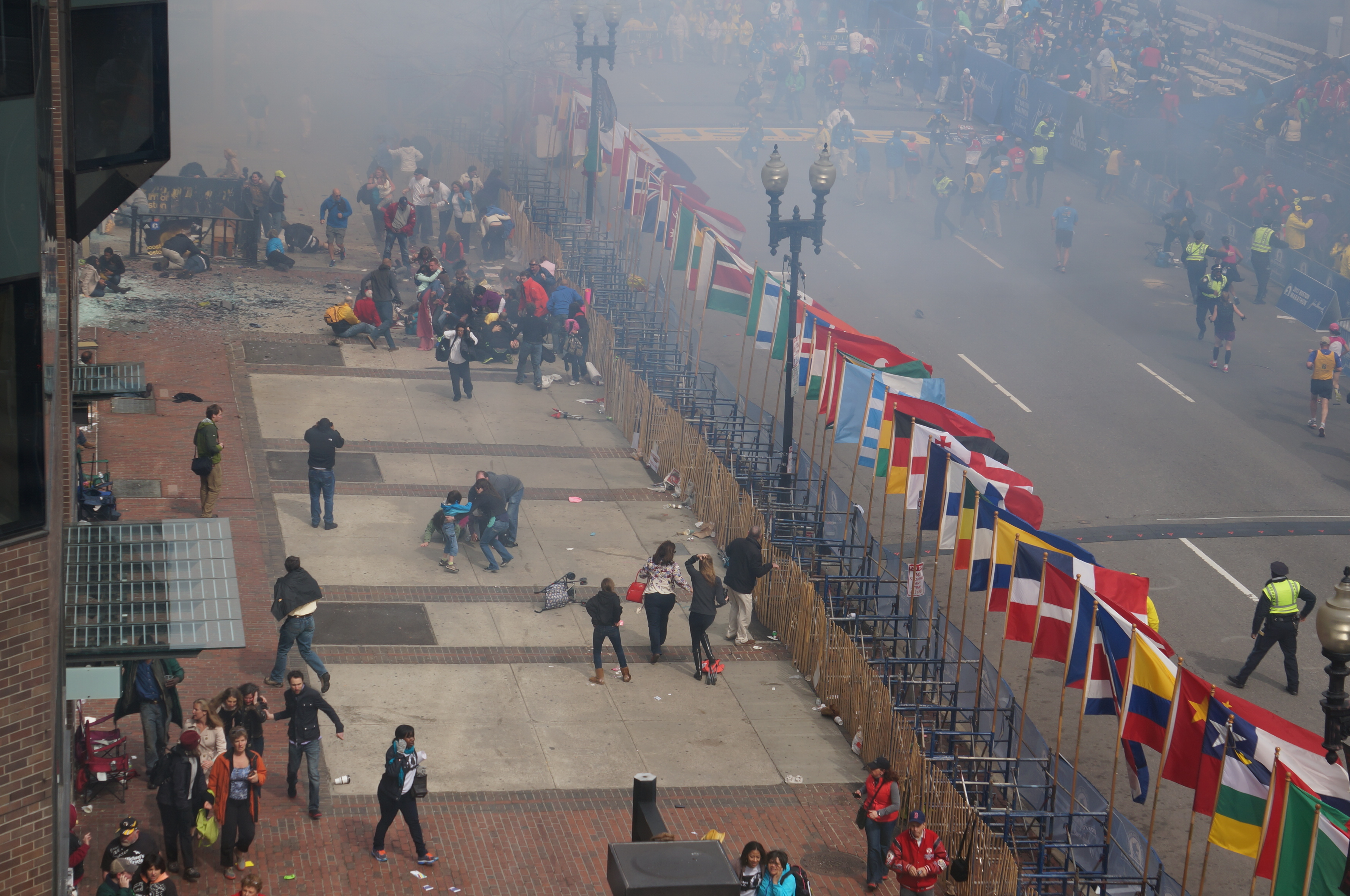
Blick auf den Explosionsort etwa eine Minute nach der Explosion

Der Anschlag auf den Boston-Marathon im Jahr 2013 ereignete sich am 15. April. Während des jährlich am Patriots’ Day in Boston stattfindenden Stadtmarathons explodierten auf der Zielgeraden im Abstand von 13 Sekunden zwei in Rucksäcken versteckte Sprengsätze, wodurch drei Menschen getötet und 264 weitere verletzt wurden. Von den US-amerikanischen Bundesbehörden wurde der Bombenanschlag als terroristischer Akt eingestuft. Bei der Verfolgung der tatverdächtigen Brüder Dschochar und Tamerlan Zarnajew wurde letzterer tödlich verletzt, Dschochar konnte jedoch nach einer groß angelegten Fahndungsaktion am Abend des 19. April 2013 in Watertown festgenommen werden und wurde wegen Verwendung von Massenvernichtungsmitteln sowie heimtückischer Zerstörung von Eigentum mit Todesfolge vor einem US-Bundesgericht angeklagt und im April 2015 von einem Geschworenengericht in allen 30 Anklagepunkten schuldig gesprochen und zum Tode verurteilt.
Jeff Bauman, der sich während des Anschlags im Zieleinlauf des Boston-Marathons aufhielt, um seine Freundin anzufeuern, verlor in Folge der Explosion beide Beine. Die großangelegte Fahndungsaktion konnte aufgrund von Baumans detaillierter Personenbeschreibung hin eingeleitet werden, und auch im Prozess gegen den später für schuldig befundenen Dschochar Zarnajew fungierte er als Zeuge. Bauman hatte seine Erlebnisse während seines Krankenhausaufenthaltes in dem autobiographischen Buch Stronger festgehalten, das er gemeinsam mit Bret Witter schrieb.

## Produktion
Im Juli 2015 wurde bekannt, dass David Gordon Green bei dem Film Regie führen wird. Eine Drehbuchadaption des Romans von Bauman und Witter erfolgte durch John Pollono. Dieses landete im Jahr 2015 auf der Blacklist der besten unverfilmten Ideen Hollywoods. Die Filmmusik wurde von Michael Brook komponiert. Der Soundtrack zum Film wurde am 22. September 2017 von Lakeshore Records als Download veröffentlicht.
Jake Gyllenhaal übernahm im Film die Hauptrolle von Jeff Bauman, Gyllenhaal, der in der Vergangenheit immer wieder gefragt wurde, wann er endlich einen Superhelden spielen werde, meinte dazu: „Ich habe das Gefühl, dass ich das in Stronger irgendwie gemacht habe.“ Gyllenhaal hatte mehr als eineinhalb Jahre Zeit mit Bauman verbracht und lernte zudem dessen medizinischen Betreuer und sein persönliches Umfeld kennen. Tatiana Maslany übernahm die Rolle von Baumans Freundin Erin Hurley, Miranda Richardson spielt seine Mutter Patty und Clancy Brown seinen Vater.
Im Juni 2017 wurde ein erster Trailer zum Film veröffentlicht, der unter anderem mit dem Song Rise Up der Soul- und R&B-Sängerin und Songwriterin Andra Day unterlegt war. Der Film feierte am 8. September 2017 im Rahmen des Toronto International Film Festivals seine Premiere und kam am 22. September 2017 in die nordamerikanischen Kinos. Im Oktober 2017 wurde der Film beim London Film Festival gezeigt. Der Film wurde auch beim 13. Zurich Film Festival vorgestellt, in dessen Rahmen Gyllenhaal am 3. Oktober 2017 mit dem Golden Eye Award ausgezeichnet wurde, den er persönlich entgegennahm. Im Oktober und November 2017 wurde der Film im Rahmen des offiziellen Wettbewerbs beim Festa del Cinema di Roma gezeigt und kam am 8. Dezember 2017 in die Kinos im Vereinigten Königreich. Am 19. April 2018 kam der Film in die deutschen Kinos.

## Rezeption

### Altersfreigabe
In den USA erhielt der Film von der MPAA ein R-Rating, was einer Freigabe ab 17 Jahren entspricht. In Deutschland erhielt der Film eine Freigabe ab 12 Jahren. In der Freigabebegründung heißt es: „Der Film entwickelt seine Dramatik vor allem über Dialoge und über die Schilderung von Baumanns seelischer Zerrissenheit. In Rückblenden und Erinnerungen an den Anschlag gibt es vereinzelt drastischere Bilder von offenen Knochen und verletzten Menschen zu sehen. Kinder und Jugendliche ab 12 Jahren sind auf Grund ihres psychosozialen und kognitiven Entwicklungsstands in der Lage, diese Darstellungen in den Kontext der Geschichte einzuordnen. Sie können auch die positive Botschaft über die Überwindung einer Krisensituation problemlos verstehen.“

### Kritiken und Einspielergebnis
Der Film konnte bislang 91 Prozent der Kritiker bei Rotten Tomatoes überzeugen und erhielt hierbei eine durchschnittliche Bewertung von 7,3 der möglichen 10 Punkte.

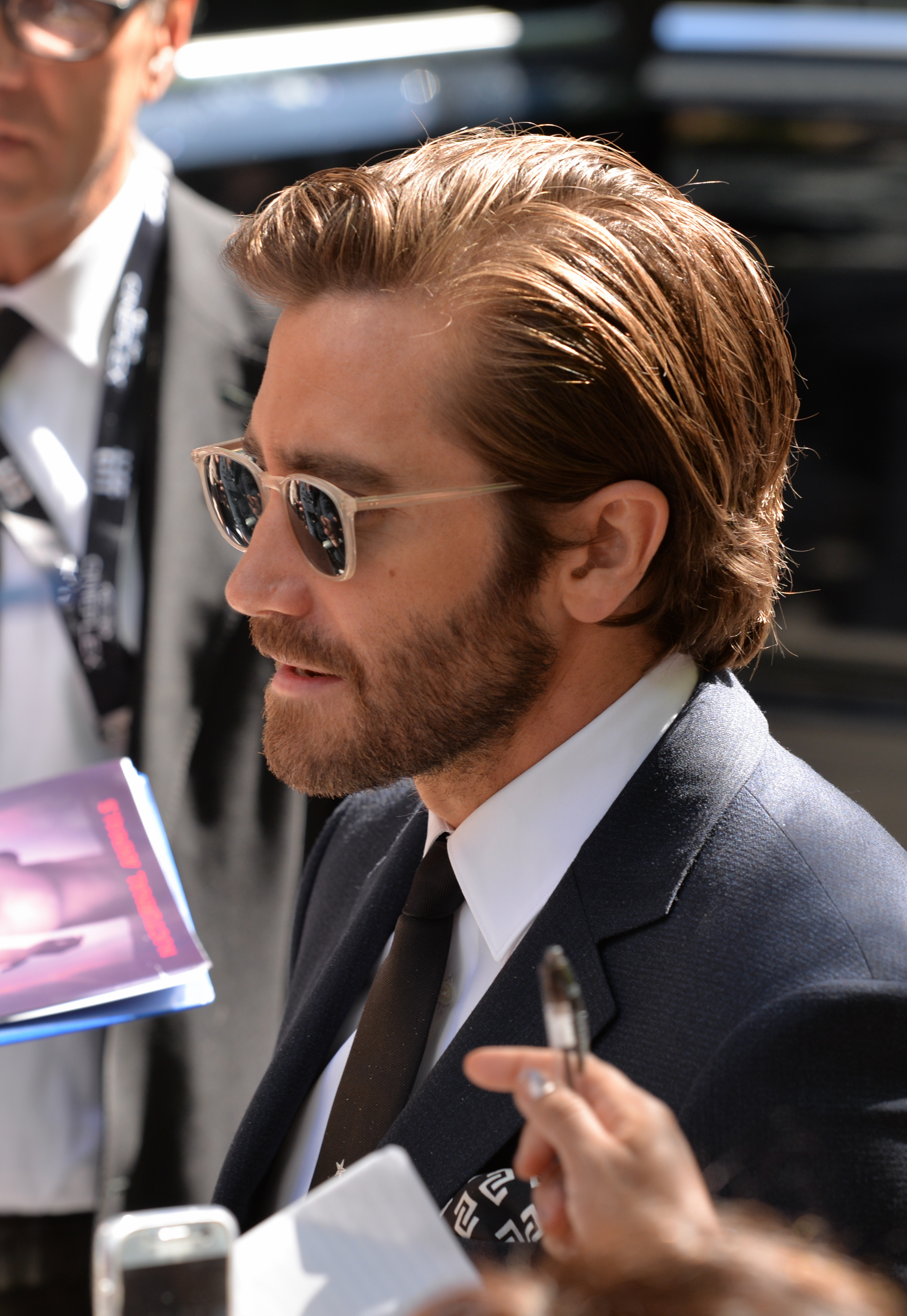
Jake Gyllenhaal bei der Premiere des Films in Toronto

Anna Wollner von Deutschlandfunk Kultur meint, Regisseur David Gordon Green labe sich nie am Leid seiner Hauptfigur, sondern erzähle authentisch, ambivalent und nie pathetisch, weshalb der Film auch amerikanische Traumabewältigung sei. Es gehe im Film Hoffnung, was genau das sei, was das Land gerade so dringend braucht, so Wollner. Über den Hauptdarsteller sagt Wollner: „Gyllenhaal zeigt das Leiden – körperlich und seelisch, die innere Zerrissenheit eines Mannes, der alles verloren hat und von einem Land zum Helden stilisiert wird, der er nie sein wollte.“
Antje Wessels erklärt, in Bergs Film gehe es in erster Linie um die Ermittlungsarbeit, die rund vier Tage nach den Anschlägen dazu führte, dass die beiden Täter gefasst werden konnten. Dafür habe der Regisseur einen intensiven Blick hinter die Kulissen des Polizeiapparates geworfen, zeige Vernehmungen von Opfern, die Nachstellung der Ereignisse in einer riesigen Lagerhalle und das Ringen mit der Presse. Im Vergleich mit seinem Film Boston erkenne man in vielen kleinen Hintergrundbeobachtungen wieder, in welchem Ermittlungsstatus sich die Bostoner Cops gerade befunden haben dürften. Weiter sagt Wessels, auf der einen Seite betone der Film die Diskrepanz zwischen der von der Öffentlichkeit wahrgenommenen Vorbildfigur und dem, was genau diese Verehrung mit ihr macht. Auf der anderen Seite springe Stronger im Finale ein wenig zu sehr den jubelnden Massen an die Seite, damit die „Nicht jeder möchte ein Held sein!“-Message vollends zündet. Dieses ein wenig zu patriotisch-heldenhafte Ende passe nicht ganz in den ansonsten so unaufgeregt und zurückhaltend erzählten Film, so Wessels.
Benjamin Lee von The Guardian meint, der Film sei in einem erfrischend unkonventionellen Stil gedreht worden und biete Jake Gyllenhaal die Möglichkeit, wahrhaft zu beeindrucken. Ein anderer Schauspieler hätte an der Kameraarbeit, die nichts kaschiert, scheitern können, so Lee, doch Gyllenhaal gelinge dies in seiner preiswürdigen Darstellung mühelos, wobei er sowohl die guten als auch die schlechten Seiten Baumans verkaufe.
Auch Andrew Barker von Variety meint, Gyllenhaal sei in der Rolle hervorragend, und der Film funktioniere, weil die dahinterstehende Geschichte wahr ist.
Die weltweiten Einnahmen des Films aus Kinovorführungen belaufen sich bislang auf 7,7 Millionen US-Dollar.

### Auszeichnungen (Auswahl)
Am 18. Dezember 2017 gab die Academy of Motion Picture Arts and Sciences bekannt, dass sich Michael Brooks Arbeit auf einer Shortlist befindet, aus der die Nominierungen in der Kategorie Beste Filmmusik im Rahmen der Oscarverleihung 2018 erfolgten. Im Folgenden eine Auswahl von Nominierungen und Auszeichnungen im Rahmen weiterer Filmpreise.
Critics’ Choice Movie Awards 2018
- Nominierung als Bester Hauptdarsteller (Jake Gyllenhaal)[27]

Hollywood Film Awards 2017
- Auszeichnung mit dem Hollywood Actor Award (Jake Gyllenhaal)

Satellite Awards 2017
- Nominierung als Bester Filmschauspieler (Jake Gyllenhaal)[28]